# 1963-as Formula–1 amerikai nagydíj
Az 1963-as Formula–1-es világbajnokság nyolcadik futama az amerikai nagydíj volt.

## Futam
A mezőny úgy érkezett Watkins Glenbe, hogy a világbajnoki cím sorsa már eldőlt. A Lotus külön autójával itt debütált Pedro Rodríguez. Chris Amon a Monzában elszenvedett balesete miatt még nem tért vissza, helyét Masten Gregory vette át. Az időmérő edzés eredményeként Graham Hill indulhatott a pole-ból, mellőle pedig Jim Clark. A második sorból John Surtees és Richie Ginther, míg a harmadikból Jack Brabham, illetve Dan Gurney kezdhetett neki a versenynek. A felvezető körön Clark autójának akkumulátora meghibásodott, és mire a szerelők kicserélték, addigra a mezőnyben utolsó helyen autózóhoz képest is kétkörös hátrányba került. A rajt után Hill vezetett csapattársa, Richie Ginther, Surtees és Gurney előtt. Surtees először megelőzte Ginthert, majd a 7. körben átvette Hilltől a vezetést. Ezután Gurney feljött a második pozícióba, de Hill nem sokkal később visszaelőzte. A 15. körben Clark már a tizennegyedik volt, de a motorja még mindig nem működött tökéletesen. A 30. körben Hill üldözőbe vette Surteest, majd két körrel később, egy forduló erejéig újra az élre állt. Ezt követően rövid ideig Surtees, majd ismét Hill került előrébb, míg végül a 36. körtől kezdve Surteesnak sikerült tartósan megőriznie vezető pozícióját. Gurney a 43. körben műszaki hiba miatt kiesett a harmadik helyről. Hill autójának stabilizátora eltörött, így a BRM alul kormányzottá vált, s a brit csak nehezen tudott kanyarodni vele. A 82. körben Surtees motorja elvesztette erejét, így kénytelen volt átengedni a vezetést Hillnek. Miután csapattársa, Richie Ginther másodikként ért célba, a BRM kettős győzelmet ünnepelhetett. A verseny elején a mezőny végére visszaeső Clark harmadik, Jack Brabham negyedik, Lorenzo Bandini ötödik, míg Carel Godin de Beaufort hatodik lett.
| Helyezés | #  | Versenyző               | Csapat/Motor   | Futott körök | Idő/Kiesés oka      | Rajthely | Pontszám |
| -------- | -- | ----------------------- | -------------- | ------------ | ------------------- | -------- | -------- |
| 1        | 1  | Graham Hill             | BRM            | 110          | 2:19'22.1           | 1        | 9        |
| 2        | 2  | Richie Ginther          | BRM            | 110          | + 34.3              | 4        | 6        |
| 3        | 8  | Jim Clark               | Lotus-Climax   | 109          | + 1 Kör             | 2        | 4        |
| 4        | 5  | Jack Brabham            | Brabham-Climax | 108          | + 2 Kör             | 5        | 3        |
| 5        | 24 | Lorenzo Bandini         | Ferrari        | 106          | + 4 Kör             | 9        | 2        |
| 6        | 12 | Carel Godin de Beaufort | Porsche        | 99           | + 11 Kör            | 19       | 1        |
| 7        | 21 | Peter Broeker           | Stebro-Ford    | 88           | + 22 Kör            | 21       |          |
| 8        | 11 | Jo Bonnier              | Cooper-Climax  | 85           | + 25 Kör            | 12       |          |
| 9        | 23 | John Surtees            | Ferrari        | 82           | Motorhiba           | 3        |          |
| 10       | 16 | Jim Hall                | Lotus-BRM      | 76           | Váltó               | 16       |          |
| 11       | 3  | Bruce McLaren           | Cooper-Climax  | 74           | Üzemanyag szivattyú | 11       |          |
| Kiesett  | 14 | Jo Siffert              | Lotus-BRM      | 56           | Váltó               | 14       |          |
| Kiesett  | 4  | Tony Maggs              | Cooper-Climax  | 44           | Gyújtás             | 10       |          |
| Kiesett  | 18 | Rodger Ward             | Lotus-BRM      | 44           | Váltó               | 17       |          |
| Kiesett  | 6  | Dan Gurney              | Brabham-Climax | 42           | Alváz               | 6        |          |
| Kiesett  | 10 | Pedro Rodríguez         | Lotus-Climax   | 36           | Motorhiba           | 13       |          |
| Kiesett  | 9  | Trevor Taylor           | Lotus-Climax   | 24           | Elektronika         | 7        |          |
| Kiesett  | 17 | Masten Gregory          | Lola-Climax    | 14           | Motorhiba           | 8        |          |
| Kiesett  | 22 | Hap Sharp               | Lotus-BRM      | 6            | Kiállás             | 18       |          |
| Kiesett  | 25 | Phil Hill               | ATS            | 4            | Olajpumpa           | 15       |          |
| Kiesett  | 26 | Giancarlo Baghetti      | ATS            | 0            | Olajpumpa           | 20       |          |

### Statisztikák
Vezető helyen:
- Graham Hill: 36 (1-6 / 32 / 35 / 83-110)
- John Surtees: 74 (7-31 / 33-34 / 36-82)
- Graham Hill 6. győzelme, 3. pol pozíció , Jim Clark 11. leggyorsabb köre.
- BRM 7. győzelme.

Pedro Rodríguez első versenye.